# コニック
コニック（英: Konik、波: Konik polski）は、ポーランド原産のポニーの品種である。一部の地域では半野生の個体群が存在する。毛色は基本的に薄墨毛かプリミティブマーキングである。
ポーランド南東部のビルゴレイ（英: Bilgoray、波: Konik biłgorajski）は、アラブ種やサラブレッドの血の影響を受けた変種で絶滅寸前である。絶滅した東プロイセンのスヴァイキ（Sweyki）またはシュヴァイケ（Schweike）変種は、トラケナーの発展に貢献した。
コニックとは「小さな馬」を意味する。より広い意味として本種や、カルパティア山脈のフクル、ベラルーシのポレジアン、リトアニアのゼマイツカスなどの類似の品種を表すために使われる。